# Max Julen
Max Julen (Zermatt, 15 de marzo de 1961) es un deportista suizo que compitió en esquí alpino.
Participó en los Juegos Olímpicos de Sarajevo 1984, obteniendo una medalla de oro en la prueba de eslalon gigante.

## Palmarés internacional
| Juegos Olímpicos | Juegos Olímpicos      | Juegos Olímpicos | Juegos Olímpicos |
| Año              | Lugar                 | Medalla          | Prueba           |
| ---------------- | --------------------- | ---------------- | ---------------- |
| 1984             | Sarajevo (Yugoslavia) | Medalla de oro   | Eslalon gigante  |